# Grancey-sur-Ource
Grancey-sur-Ource é uma comuna francesa na região administrativa da Borgonha-Franco-Condado, no departamento de Côte-d'Or. Estende-se por uma área de 23,7 km². Em 2010 a comuna tinha 200 habitantes (densidade: 8,4 hab./km²).